# جزایر قناری (فیلم)
جزایر قناری فیلم در ژانر کمدی به کارگردانی عادل معصومیان و نویسندگی و تهیه‌کنندگی حسین مهکام محصول سال ۱۴۰۳ است.

## داستان
منوچ رئیس مافیای مواد مخدر، رضایت به آزادی موقت بیژن و نعیم از زندان می‌دهد تا کار نیمه تمام خود را تمام کنند.

## بازیگران
- پژمان جمشیدی
- رؤیا میرعلمی
- بهرنگ علوی
- بیژن بنفشه‌خواه
- غلامرضا نیکخواه
- امیرمهدی ژوله
- رؤیا وحدتی
- فرزانه قاسم‌زاده